# Książę i ja 2: Królewskie wesele
Książę i ja 2: Królewskie wesele (ang. The Prince and Me 2: The Royal Wedding) – amerykańska komedia romantyczna z 2006 roku w reżyserii Catherine Cyran. Kontynuacja filmu Książę i ja z 2004 roku.
Film doczekał się kontynuacji filmu Książę i ja 3: Królewski miesiąc miodowy po 2 latach.

## Opis fabuły
Amerykanka Paige Morgan (Kam Heskin) ma wkrótce poślubić przyszłego króla Danii Edwarda (Luke Mably). Tymczasem norweski książę Albert (Jim Holt) twierdzi, iż odkrył dekret, który mówi, że następca duńskiego tronu może poślubić jedynie arystokratkę. Edward musi więc zrzec się korony lub zerwać zaręczyny. Wkrótce w Kopenhadze zjawia się księżniczka Kirsten (Clemency Burton-Hill), która pragnie poślubić księcia Edwarda.

## Obsada
- Luke Mably jako książę, a następnie król Edward (Eddie)
- Kam Heskin jako Paige Morgan
- Jim Holt jako książę Albert
- Clemency Burton-Hill jako księżniczka Kirsten
- Maryam d’Abo jako królowa Rosalind
- Jonathan Firth jako Soren
- David Fellowes jako król Harald
- Daniel Cerny jako Jake

i inni